# Hajbatula Ahundzada
Mula Hajbatula Ahundzada (paštunsko ھیبت الله اخوندزاده), afganistanski politični in verski voditelj, * 1961, Afganistan. 
Je tretji vrhovni vodja talibanov in od prevzema oblasti po umiku ameriške vojske iz Afganistana leta 2021 tudi vodja države. Pod njegovim vodstvom je Afganistan totalitarna islamska država. Zaradi drastičnega poslabšanja položaja žensk od njegovega prevzema oblasti je Mednarodno kazensko sodišče julija 2025 izdalo nalog za aretacijo Ahundzade in vrhovnega sodnika Abdula Hakima Hakanija.